# Whiten Head
Whiten Head är en udde i Storbritannien.   Den ligger i kommunen Highland och riksdelen Skottland, i den norra delen av landet, 800 km norr om huvudstaden London.
Terrängen inåt land är huvudsakligen kuperad, men västerut är den platt. Havet är nära Whiten Head åt nordväst.  Trakten runt Whiten Head är nära nog obefolkad, med mindre än två invånare per kvadratkilometer. Närmaste större samhälle är Tongue, 14,8 km sydost om Whiten Head. 